# Tasuku Honjo
Tasuku Honjo (n. 27 ianuarie 1942, Kyoto, Japonia) este un imunolog japonez. La 1 octombrie 2018, i-a fost decernat Premiul Nobel pentru Fiziologie sau Medicină, împreună cu James P. Allison, „pentru descoperirea terapiei cancerului prin inhibarea reglării imune negative”. Tasuku Honjo a descoperit receptorul inhibitor PD-1 de pe suprafața limfocitelor T și a anticorpilor monoclonali care blochează acest receptor și astfel permite limfocitelor T să atace celulele canceroase. 